# University of Illinois Press
Die University of Illinois Press (UIP) ist ein US-amerikanischer Universitätsverlag. Er wurde 1918 in Champaign, Illinois gegründet und gehört zur University of Illinois. Jährlich werden mehr als 120 neue Bücher verlegt. Außerdem gehören zum Verlagsprogramm rund 33 Fachzeitschriften, darunter das Journal of English and Germanic Philology.
Vor der Gründung des Verlages erschienen bereits Werke als Imprint der Universität u. a. Abraham Lincoln: The Evolution of His Literary Style von Daniel Kilham Dodge. Nach 1918 wurden dann zunächst Schriften zur Universitätsgeschichte und zum US-Präsidenten Abraham Lincoln verlegt. Der erste Leiter des Universitätsverlages wurde Harrison E. Cunningham, der auch im Board of Trustees der Universität aktiv war. Unter seiner Regide konnten erste wissenschaftliche Arbeiten von Studenten und Professoren publik gemacht werden. Sein Nachfolger Wilbur Schramm stellte wichtige Verlagskontakte zu Claude E. Shannon und Warren Weaver (The Mathematical Theory of Communication), Fred Seibert und Theodore Peterson (Four Theories of the Press) sowie Wernher von Braun (The Mars Project) her. Später wurden dann Autoren wie Charles E. Osgood, George J. Suci, Percy H. Tannenbaum, Julian Steward und Oscar Lewis in das Verlagsprogramm aufgenommen. Das Buch Science in the British Colonies of America (1970) von Raymond Phineas Stearns gewann den National Book Award. Ende der 1970er Jahre, unter der Leitung von Richard L. Wentworth, wurde der Verlag einer der führenden Publikationsorgane für Sozialgeschichte in den USA. Er verlegte John Hope Franklin (Black Leaders of the Twentieth Century) und Charles Joyner (Down by the Riverside: A South Carolina Slave Community)
Der bedeutende Bancroft-Preis für amerikanische Geschichte und Diplomatie-Geschichte wurde verliehen an:
- Eugene V. Debs: Citizen and Socialist (1982) von Nick Salvatore
- Dark Journey: Black Mississippians in the Age of Jim Crow (1989) von Neil R. McMillen
- Local People: The Struggle for Civil Rights in Mississippi (1994) von John Dittmer

Einen wichtigen Beitrag leistete auch John D. Unruhs Buch The Plains Across: The Overland Emigrants on the Trans-Mississippi West, 1840–60 (1979), welches zahlreiche Preise gewann. Der Verlag richtete die Reihe Music in American Life und Illinois Short Fiction Series ein und spezialisierte sich in den 1970er Jahren auf die Themen Anthropology, Folklore, African American studies und Gender Studies. In diese Zeit fiel auch die Autorenschaft von Zora Neale Hurston. Weitere Schriftsteller im Bereich Lyrik waren Michael S. Harper und Mark Doty. Den größten Verkaufserfolg konnte Thunder Below! The USS Barb Revolutionizes Submarine Warfare (1992) von Eugene B. Fluckey verbuchen.
In jüngster Zeit gewann das E-Book an Bedeutung, auch für die University of Illinois Press. Zu den Journals des Verlages gehören: American Philosophical Quarterly, American Journal of Psychology, Journal of English and Germanic Philology, Journal of American Folklore und Ethnomusicology. Der Verlag ist Mitglied der Association of American University Presses.